# Harbul
Harbul (arab. حربل) – miejscowość w Syrii, w muhafazie Aleppo. W 2004 roku liczyła 3403 mieszkańców.